# Bingen Arostegi
Bingen Arostegi Gibelondo (Bermeo, provincia de Vizcaya, 13 de noviembre de 1981) es un entrenador de fútbol español.

## Trayectoria

### Como entrenador
Fue segundo entrenador de Ricardo Moreno en el Bermeo FT, en Segunda B, llegando a ser primer entrenador en el tramo final de la temporada 1997-98 tras su destitución. Después continuó como ayudante de Peio Aguirreoa en el club bermeotarra y, un año más tarde, en el Barakaldo CF. De cara a la temporada 2000-01 se hizo cargo del Bermeo FT en Tercera División.
De 2007 a 2012 dirigió al Juvenil de Honor del Athletic Club. Durante ese periplo logró ser campeón de la Copa del Rey juvenil, tras batir en la final al Real Madrid (2-0), en junio de 2010.
En la temporada 2014-15 se hizo cargo del Cadete B y en la 2015-16 ejerció de ayudante de Joseba Aguirre López en el Athletic Club Femenino, logrando el campeonato de Liga. En la campaña 2016-17, sería segundo entrenador de José Ángel Ziganda en el Bilbao Athletic, con el que siguió trabajando en el Athletic Club (2017-2018) y en el Real Oviedo (2020-2022).
El 2 de julio de 2022 firmó como entrenador del Bilbao Athletic en Primera Federación. El 21 de noviembre fue destituido después de doce encuentros, en los que el filial rojiblanco se situó colista con doce puntos.

## Clubes

### Como entrenador
| Club                                  | País   | Año       |
| ------------------------------------- | ------ | --------- |
| Bermeo FT                             | España | 1998      |
| Bermeo FT (2.º entrenador)            | España | 1998-1999 |
| Barakaldo CF (2.º entrenador)         | España | 1999-2000 |
| Bermeo FT                             | España | 2000-2001 |
| Athletic Club (Categorías inferiores) | España | 2007-2016 |
| Bilbao Athletic (2.º entrenador)      | España | 2016-2017 |
| Athletic Club (2.º entrenador)        | España | 2017-2018 |
| Real Oviedo (2.º entrenador)          | España | 2020-2022 |
| Bilbao Athletic                       | España | 2022      |